# گورکی ویلکیه
گورکی ویلکیه (به لاتین: Górki Wielkie) یک روستا در لهستان است که در گمینا برننا واقع شده‌است. گورکی ویلکیه ۱۴٫۶۷ کیلومتر مربع مساحت و ۳٬۵۵۴ نفر جمعیت دارد.